# 杜米 (若夫克瓦區)
50°11′52″N 23°45′39″E / 50.19778°N 23.76083°E
杜米（烏克蘭語：Думи），是烏克蘭西部的村莊，隸屬利維夫州的利維夫區。該村面積0.49平方公里，海拔高度218米，2001年人口152，人口密度每平方公里310.2人。